# بی‌ام‌ای-آرایی اچمیادزین
بی‌ام‌ای-آرایی اچمیادزین (ارمنی: ԲՄԱ Արայ Էջմիածին؛ انگلیسی: BMA-Arai Echmiadzin) یک باشگاه فوتبال در شهر واغارشاپات (اچمیادزین) و در استان آرماویر کشور ارمنستان می‌باشد که در لیگ برتر فوتبال ارمنستان و لیگ دسته اول فوتبال ارمنستان بازی می‌کرد. زمین خانگی این باشگاه ورزشگاه شهر واغارشاپات بود.

## تاریخچه
این باشگاه در ۱۹۶۷ میلادی در اتحاد شوروی تأسیس شد اما در سال ۱۹۹۷ میلادی   منحل شد و در حال حاضر در سطح فوتبال حرفه‌ای فعالیتی ندارد.

## نام‌های پیشین
- زوارتنوتس اچمیادزین (۱۹۹۳–۱۹۹۰)
- بی‌ام‌ای-آرایی اچمیادزین (اکنون-۱۹۹۴)

## آمار لیگ
| ارمنستان (۱۹۹۲) |                    |     |      |     |       |      |        |          |     |        |      |
| فصل             | دسته               | سطح | بازی | برد | تساوی | باخت | گل زده | گل خورده | +/- | امتیاز | مکان |
| ۱۹۹۰            | لیگ ارمنستان شوروی |     | ۳۲   | ۱۲  | ۸     | ۱۲   | ۵۳     | ۶۰       |     | ۳۲     | 7''  |
| ۱۹۹۱            | لیگ ارمنستان شوروی |     | ۳۸   | ۱۴  | ۴     | ۲۰   | ۵۹     | ۷۶       |     | ۳۲     | 10   |
| ۱۹۹۲            | لیگ برتر           |     | ۲۲   | ۳   | ۵     | ۱۴   | ۳۰     | ۶۱       |     | ۱۱     | 10   |
| ۱۹۹۳            | لیگ برتر           |     | ۲۸   | ۶   | ۴     | ۱۸   | ۴۲     | ۷۸       |     | ۱۶     | 13   |
| ۱۹۹۴            | لیگ برتر           |     | ۲۸   | ۵   | ۵     | ۱۸   | ۳۸     | ۸۵       |     | ۱۵     | 14   |
| ۱۹۹۵            | لیگ دسته اول       |     | ۱۴   | ۸   | ۱     | ۵    | ۳۵     | ۹        |     | ۲۵     | 3    |
| ۱۹۹۵/۹۶         | لیگ دسته اول       |     | ۲۲   | ۷   | ۲     | ۱۳   | ۲۶     | ۴۴       |     | ۲۳     | '    |
| ۱۹۹۶/۹۷         | لیگ دسته اول       |     | ۲۲   | ۶   | ۷     | ۹    | ۲۴     | ۲۸       |     | ۲۵     | 10   |
| ۱۹۹۷            | لیگ دسته اول       |     | ۱۶   | ۴   | ۱     | ۱۱   | ۲۵     | ۴۵       |     | ۱۳     | 7    |
| اکنون-۱۹۹۸      |                    |     |      |     |       |      |        |          |     | '      | '    |

## سرمربیان
- ب. یغیازاریان (۱۹۹۰)[۱]
- ساموئل آیوازیان (۱۹۹۱)
- آرکادی آندرئاسیان (۱۹۹۲–۱۹۹۳)
- آشوت مارتیروسیان (۱۹۹۳)
- رودیک آوانسیان (۱۹۹۳)
- قوند پوغوسیان (۱۹۹۴)